# Modriach
Modriach è una frazione di 203 abitanti del comune austriaco di Edelschrott, nel distretto di Voitsberg, in Stiria. Già comune autonomo, il 1º gennaio 2015 è stato aggregato a Edelschrott.